# 宮川祥子
宮川 祥子（みやがわ しょうこ、1969年 - ）は日本の情報学者。慶應義塾大学看護医療学部准教授。曾祖父に中華民国建国の父孫文が、曾祖母にその妻の大月薫がいる。

## 人物
1992年一橋大学経済学部卒業後、大学院に進学。1994年一橋大学大学院商学研究科修士課程修了。
1996年慶應義塾大学大学院政策・メディア研究科博士課程に1期生として進学し、2000年同単位取得退学。2002年慶應義塾大学博士（政策・メディア）。2013年テキサス大学スクール・オブ・バイオメディカル・インフォマティクス健康情報学専攻修了、健康情報学修士（Master of Science in Health Informatics）。
一橋大学経済学部3年次から金子郁容ゼミに所属して師事。博士課程では村井純研究室や金子研究室など3つの研究室に所属して、インターネットやデータベースの研究を行った。
2000年慶應義塾大学SFC研究所訪問研究員、2001年慶應義塾大学看護医療学部専任講師、2006年同助教授昇格、2007年同准教授。2014年
テキサス大学スクール・オブ・バイオメディカル・インフォマティクス非常勤准教授。2021年京都大学防災研究所客員准教授。
看護・医療分野でのITの活用について研究する。WIDE Projectにも参加し、他の研究者と積極的に親交を持ち活動を行っている。2015年一般社団法人情報支援レスキュー隊代表理事。

## 著書
- 『情報科学』（ヌーヴェルヒロカワ）, 2003.3

## 論文
- 「インターネットにおける「信用」と「評判」--相互与信システムの社会的応用 (インターネットと組織の相互浸透)」Business review. 46(2) [1998.11]
- 「特定分野ドキュメントを対象とした意味的連想検索のためのメタデータ空間生成方式」情報処理学会論文誌. SIG. 40(5) [1999.5]
- 「電子証明書を用いた情報の信頼性評価を伴う検索方式」情報処理学会論文誌. SIG. 41(3) [2000.5]
- 「インターネットラジオによる情報発信支援ツールの設計 (福祉情報工学とソフトウェア,一般)」電子情報通信学会技術研究報告. 101(67) [2001.5.18]
- 「自己情報コントロール権を実現した人材マッチングシステムの研究 (グループウェアとネットワークサービス 研究報告)」情報処理学会研究報告. 2002(47) [2002.5.23・24]
- 「サービス利用者のプライバシポリシーに基づくインターネットを利用した在宅ケア情報共有システム」電子情報通信学会論文誌. D-1, 情報・システム. 1, 情報処理. 87(12) (通号 396) [2004.12]
- 「老年看護におけるITを利用した情報流通の可能性と課題」 日本老年看護学会誌 7巻2号 pp.25-29, [2003.3]
- 「A support system for service promotion in business oriented NPOs using E-community currency」 Proceedings of International Symposium on Applications and the Internet (SAINT 2005), pp. 452-455.